# Junkerngassbrunnen

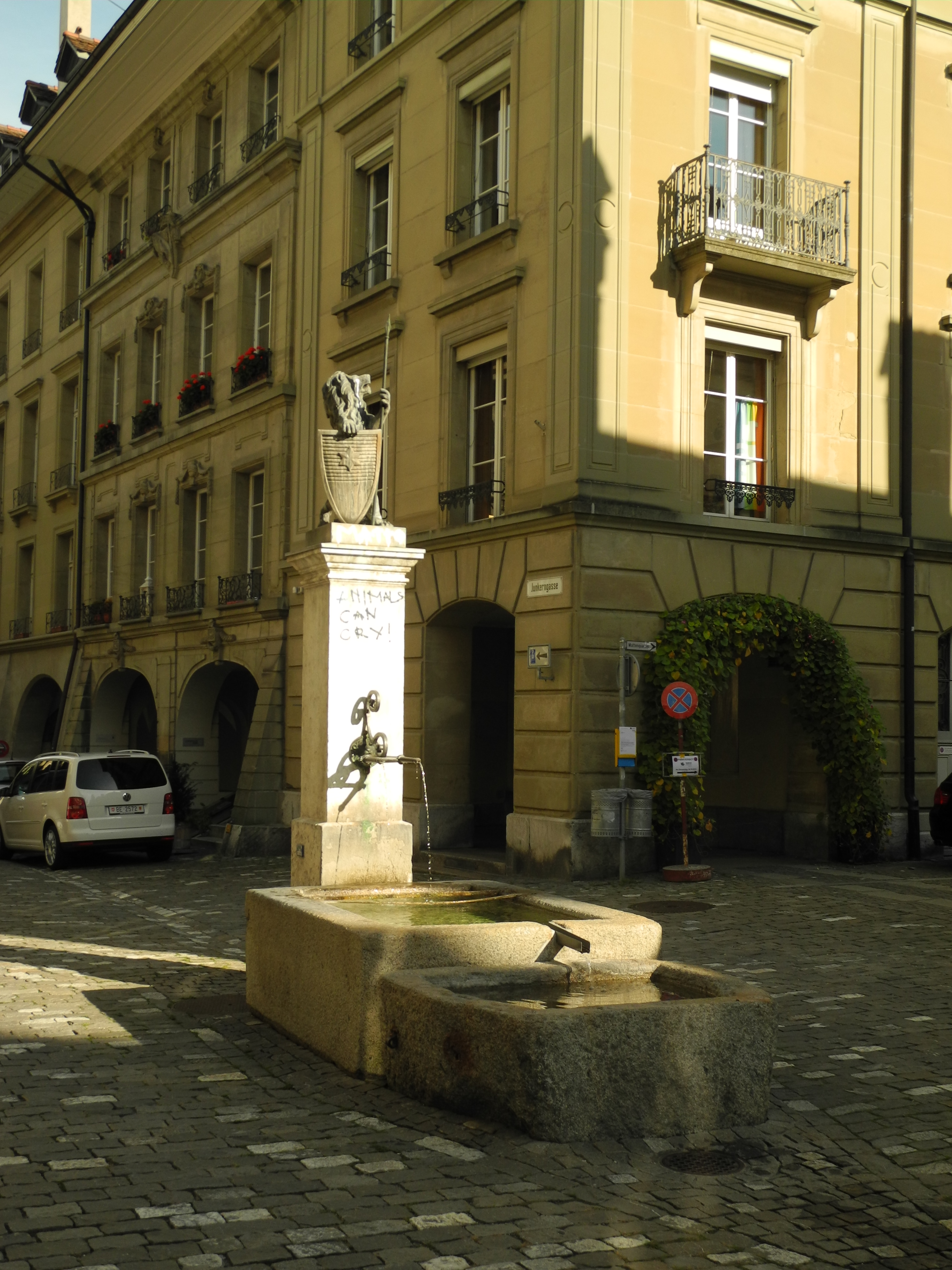
Der Junkerngassbrunnen in der Junkerngasse in Bern

Der Junkerngassbrunnen – als alte Namen sind Brunnen auf der Hofstatt und aus dem 19. Jahrhundert gelegentlich Löwenbrunnen oder Bubenbergbrunnen bekannt – steht gegenüber dem Bubenbergrain zwischen dem Haus Junkerngasse 34 und Ecke Erlacherhof in der Berner Altstadt und gehört zu den Berner Altstadtbrunnen aus dem 16. Jahrhundert.

## Geschichte
Seit der letzten Erneuerung 1869 steht der Junkerngassbrunnen in der heute bekannten Ausführung am selben Platz vor der Nordostecke des Erlacherhofs in der Junkerngasse. 1964 wurde ein Vorstoss des Berner Stadtrates, die Brunnenfigur des ältesten Brunnens der Junkerngasse wieder aus Bronze giessen oder aus Stein hauen zu lassen, durch den Gemeinderat abgelehnt.
Erstmals wird 1526 beim Haus des Schultheissen von Bern ein Laufbrunnen erwähnt. Der damalige Schultheiss Johann von Erlach, auch als Hans bekannt, wohnte während der Zeit bis 1530 im Haus an der heutigen Junkerngasse 25, etwas unterhalb des unteren Gerechtigkeitsgässchens, und nicht im 1522 geerbten Bubenberghaus. Der genannte, erste Brunnen befand sich somit ungefähr 100 Meter unterhalb des heutigen Standortes, damals als Hofstatt bekannt, des alten Bubenbergischen und späteren Erlachischen Stammsitzes in der Mitte der Junkerngasse.
Die Errichtung eines Brunnens auf der Hofstatt in der Junkerngasse, welcher den von 1526 ersetzen sollte, wurde erst im März 1596 durch den Rat beschlossen. Dieser hölzerne Laufbrunnen erscheint auf dem Sickingerschen Stadtplan von 1603–1607 bei der Hofstatt beziehungsweise bei den alten Bubenberg- oder Erlachhäusern.
1635/1636 erhielt der Brunnen einen neuen, steinernen Stock durch den damaligen bernischen Werkmeister Joseph Plepp. Rund 30 Jahre später, 1667/1668, wurde eine Bemalung gemacht. Ähnliche Erneuerungsarbeiten wurden in den gleichen Zeiträumen auch am Herrengassbrunnen ausgeführt. Wiederum 30 Jahre später, 1696–1698, wurde der Brunnen mit einem neuen Becken und einer anscheinend neuen Brunnenfigur, einem Löwen aus Stein, versehen.
1756/1757 erfolgte die letzte Neugestaltung, indem an der Stelle des alten Brunnenstocks eine «säule mit vielen ornamenten» errichtet und die Brunnenfigur des Löwen nochmals ersetzt und der ganze Brunnen neu bemalt wurde. Ob der Löwe bereits damals oder gar seit 1696–1698 mit den heute bekannten Lanze und Schild mit dem Wappen der von Bubenberg – sechszackiger, silberner Stern auf blauem Grund – ausgestattet war, kann nur vermutet werden. Allerdings erscheint es wahrscheinlich, da der Brunnen beziehungsweise dessen Brunnenfigur in den Parteikämpfen des 19. Jahrhunderts ein politisches Sinnbild verkörperte und als solches oft beschädigt wurde.
Bei der letzten Gesamtrenovation der Brunnenanlage 1869 wurde das grössere der beiden Becken durch einen rechteckigen Granittrog ersetzt. Das kleinere Becken aus der Zeit vor dem 19. Jahrhundert wurde belassen. Der Stock auf der stadtabwärts gerichteten Ostseite des Brunnens wurde abgelöst durch eine glatte, vierkantige Säule aus weissem Jurakalk und mit einer aus Eisen gegossenen Brunnenröhre auf der Westseite. In Grundform und Ausrichtung in der Achse der Gasse kommt die Brunnenanlage der von 1596 nach. Bei der heute noch auf dem Stock stehenden Brunnenfigur des Löwen, mit Speer und Schild mit Bubenberg-Wappen aus bronziertem Zinkguss, hielt man sich anscheinend an die Umrisse des älteren Standbildes.

## Trinkwasser
Das Trinkwassernetz von Energie Wasser Bern (ewb) versorgt den Brunnen mit Trinkwasser, dessen Qualität regelmässig überprüft wird.